# La Gomera (film)
La Gomera este un film românesc din 2019 regizat de Corneliu Porumboiu. Rolurile principale sunt interpretate de actorii Vlad Ivanov și Catrinel Menghia. A avut premiera la Festivalul de film de la Cannes, în 2019. A fost selecția României pentru Premiile Oscar din 2020, dar nu a fost nominalizat. A fost desemnat cel mai bun film de lung metraj la Premiile Gopo 2020, unde a avut 13 nominalizări și a câștigat nouă trofee.

## Prezentare
Un polițist ajunge în insula spaniolă La Gomera pentru a învăța fluieratul local folosit ca mijloc de comunicare la distanță între unii dintre locuitori. Limbajul codat îl va ajuta să-l elibereze pe Zsolt, un traficant aflat în arest la București.

## Distribuție
- Vlad Ivanov – în rolul – Cristi
- Catrinel Menghia – Gilda (în generic: Catrinel Marlon)
- Rodica Lazăr – Magda
- Sabin Țambrea – Zsolt
- Antonio Buíl – Kiko
- Agustí Villaronga – Paco
- István Téglás – Claudiu
- George Piștereanu - Alin
- Julieta Szönyi – mama lui Cristi
- Cristóbal Pinto – Carlito
- Kico Correa – Felipe
- David Agranov – Denis
- Andrei Popescu – Liviu
- Ioan Coman – părintele Daniel
- Bogdan Dumitrescu – Bogdan
- Dorin Ceoarec – Marcel
- Sergiu Costache – Toma
- Sergiu Costache – Toma
- Liviu Chițu – un criminalist
- Andrei Ciopec – un criminalist
- Ennaamane El Houlaili – vânzătorul
- Anthoni Martinez – Mobster
- Peter Evens – bodyguardul lui Paco

## Producția
Filmul a fost produs de casa de filme 42 km Film, deținută de Corneliu Porumboiu, în colaborare cu ARTE France Cinéma, Les Films du Worso din Franța și cu Komplizen Film din Germania. Compania mk2 s-a ocupat de distribuția filmului. Filmările au avut loc în România și în Insulele Canare.

## Primire
Pe site-ul Rotten Tomatoes, specializat în recenzii de film, La Gomera are o rată de aprobare de 85%, pe baza a 47 de recenzii, cu un rating mediu de 7,23/10. Compania Metacritic a atribuit filmului un scor de 74 din 100, pe baza a 11 critici, indicând „în general recenzii favorabile".
S-a clasat pe locul 4 la box-office-ul românesc din 2019. Filmul a fost vizionat de 30.128 de spectatori în România și a avut încasări totale de 462.359 de lei.

## Premii și nominalizări
Filmul a primit 13 nominalizări la Gopo 2020. A primit nouă trofee: cel mai bun film, cel mai bun regizor, cel mai bun scenariu, cea mai bună actriță în rol secundar (Rodica Lazăr), cel mai bun actor în rol secundar (István Téglás), cea mai bună imagine (Tudor Mircea), cel mai bun montaj (Roxana Szel), cel mai bun sunet (Andre Rigaut, Sophie Chiabaut, Niklas Skarp și Christian Holm) și cea mai bună scenografie (Simona Pădurețu).

## Vezi și
- Lista filmelor românești propuse la Oscar pentru cel mai bun film străin